# Chhena
Il chhena è un formaggio prodotto nel subcontinente indiano. 

## Descrizione
Il chhena è un formaggio a coagulazione acida ottenuto aggiungendo al latte di bufalo d'acqua o di mucca degli acidi alimentari, come il succo di limone o il lattato di calcio, al posto del caglio e filtrando il siero di latte.
Il chhena viene utilizzato per preparare una moltitudine di alimenti, come il paneer, i rasgulla, il chhena poda, il chhena kheeri, il rasbali e il ras malai.

## Produzione
Nel 2009 si è stimato che, in India, vengano prodotte 200.000 tonnellate all'anno di chhena. Lo stato che produce la più alta quantità di chhena è l'Uttar Pradesh, mentre quello che ne consuma di più è il Bengala Occidentale.